# Radical imbriqué
En mathématiques, en particulier en algèbre, les radicaux imbriqués  (ou radicaux emboités, ou encore radicaux itérés lorsqu'il y en a une infinité) sont des expressions contenant des racines d'expressions contenant elles-mêmes des racines.
Par exemple {\displaystyle {\sqrt {5-2{\sqrt {5}}}}} qui apparaît dans l'étude du pentagone régulier, ou d'autres plus complexes telles que {\displaystyle {\sqrt[{3}]{2+{\sqrt {3}}+{\sqrt[{3}]{4}}}}}.

## Désimbrication de radicaux

### Problème général
On peut désimbriquer certains radicaux imbriqués. Par exemple :
{\displaystyle {\sqrt[{3}]{{\sqrt[{3}]{2}}-1}}={\frac {1-{\sqrt[{3}]{2}}+{\sqrt[{3}]{4}}}{\sqrt[{3}]{9}}}}.
Mais la désimbrication de radicaux est généralement considérée comme un problème difficile.
Dans certains cas, des radicaux de puissances plus hautes peuvent être nécessaires pour enlever l'imbrication de certaines classes de radicaux imbriqués.

### Un cas simple
Un cas particulier abordable est celui où un réel représenté par deux racines carrées imbriquées s'exprime comme une somme ou différence de deux racines carrées. Par exemple :
{\displaystyle {\sqrt {3+{\sqrt {8}}}}=1+{\sqrt {2}}} ;
{\displaystyle {\sqrt {5-{\sqrt {24}}}}={\sqrt {3}}-{\sqrt {2}}} ;
{\displaystyle {\sqrt {2+{\sqrt {3}}}}={\sqrt {\frac {3}{2}}}+{\sqrt {\frac {1}{2}}}}.
Si a et b sont des rationnels positifs tels que √b soit irrationnel et inférieur à a, pour pouvoir mettre
{\displaystyle {\sqrt {a+{\sqrt {b}}}}\quad }ou{\displaystyle \quad {\sqrt {a-{\sqrt {b}}}}}
sous la forme
{\displaystyle {\sqrt {c}}+\varepsilon {\sqrt {d}}\quad (c,d\in \mathbb {Q} _{+},~c\geqslant d,~\varepsilon =\pm 1),}
il faut et il suffit que le nombre
{\displaystyle R={\sqrt {a^{2}-b}}}
soit rationnel. La solution est alors :
{\displaystyle {\sqrt {a\pm {\sqrt {b}}}}={\sqrt {c}}\pm {\sqrt {d}}}
avec
{\displaystyle c={\frac {a+R}{2}}\quad {\text{et}}\quad d={\frac {a-R}{2}}.}
On en déduit par exemple la curiosité mathématique : {\displaystyle {\sqrt {6+4{\sqrt {2}}}}+{\sqrt {3-2{\sqrt {2}}}}=2-{\sqrt {2}}+{\sqrt {2}}-1=1}.

### Quelques identités de Ramanujan
Srinivasa Ramanujan a démontré un certain nombre d'identités impliquant l'imbrication de radicaux. Parmi celles-ci figurent les suivantes :
{\displaystyle {\sqrt[{4}]{\frac {3+2{\sqrt[{4}]{5}}}{3-2{\sqrt[{4}]{5}}}}}={\frac {{\sqrt[{4}]{5}}+1}{{\sqrt[{4}]{5}}-1}}},
{\displaystyle {\sqrt {{\sqrt[{3}]{28}}-{\sqrt[{3}]{27}}}}={\frac {{\sqrt[{3}]{98}}-{\sqrt[{3}]{28}}-1}{3}}},
{\displaystyle {\sqrt[{3}]{{\sqrt[{5}]{\frac {32}{5}}}-{\sqrt[{5}]{\frac {27}{5}}}}}={\sqrt[{5}]{\frac {1}{25}}}+{\sqrt[{5}]{\frac {3}{25}}}-{\sqrt[{5}]{\frac {9}{25}}}},
{\displaystyle {\sqrt[{3}]{\ {\sqrt[{3}]{2}}-1}}={\sqrt[{3}]{\frac {1}{9}}}-{\sqrt[{3}]{\frac {2}{9}}}+{\sqrt[{3}]{\frac {4}{9}}}}.
Voici d'autres simplifications de radicaux inspirées par Ramanujan :
{\displaystyle {\sqrt[{4}]{8a^{2}-1}}+{\sqrt[{4}]{(8a^{2}-1)^{2}-1}}={\sqrt {a+{\frac {1}{2}}}}+{\sqrt {a-{\frac {1}{2}}}}},
{\displaystyle {\sqrt[{4}]{8a^{2}-1}}-{\sqrt[{4}]{(8a^{2}-1)^{2}-1}}={\sqrt {a+{\frac {1}{2}}}}-{\sqrt {a-{\frac {1}{2}}}}}.

### Algorithme de Landau
En 1989, Susan Landau a présenté le premier algorithme pour décider quels radicaux imbriqués peuvent être simplifiés. Des algorithmes antérieurs ont fonctionné dans certains cas, mais pas dans d'autres.[évasif] L'algorithme de Landau utilise des racines de l'unité et s'exécute en un temps exponentiel par rapport à la profondeur du radical imbriqué .

## Entrigonométrie
Les sinus, cosinus et tangente d'un multiple rationnel θ de π s'expriment en termes de rationnels et de radicaux réels (en fait, des racines carrées) éventuellement imbriqués si et seulement si θ/π s'écrit comme une fraction dont le dénominateur a pour indicatrice d'Euler une puissance de 2.
Par exemple :
- {\displaystyle \varphi (60)=2^{4}\quad {\text{et}}\quad \cos {\frac {7\pi }{60}}={\frac {2({\sqrt {3}}-1){\sqrt {5-{\sqrt {5}}}}+{\sqrt {2}}({\sqrt {3}}+1)(1+{\sqrt {5}})}{16}}} ;
- {\displaystyle \varphi (24)=2^{3}\quad {\text{et}}\quad \sin {\frac {\pi }{24}}={\frac {\sqrt {2-{\sqrt {2+{\sqrt {3}}}}}}{2}}}.

## Imbrication infinie de radicaux

### Racine carrée itérée
Pour tous réel r, s > 0, on démontre, que la suite récurrente (un) définie par
{\displaystyle u_{0}=0} et {\displaystyle u_{n+1}={\sqrt {r+su_{n}}}}
est strictement croissante et converge vers la solution de x = √r + sx, c'est-à-dire la racine positive s + √s2 + 4r/2 de l'équation du second degré x2 – sx – r = 0, ce qui constitue une définition du nombre
{\displaystyle {\sqrt {r+s{\sqrt {r+s{\sqrt {r+s{\sqrt {r+\cdots }}}}}}}}}.
Par exemple :
{\displaystyle {\sqrt {2+{\sqrt {2+{\sqrt {2+{\sqrt {2+\cdots }}}}}}}}=2}, et plus généralement :
{\displaystyle {\sqrt {r+{\sqrt {r+{\sqrt {r+{\sqrt {r+\cdots }}}}}}}}=p}, si {\displaystyle r=p(p-1),p>1},
ou encore :
{\displaystyle {\sqrt {1+{\sqrt {1+{\sqrt {1+{\sqrt {1+\cdots }}}}}}}}={\frac {1+{\sqrt {5}}}{2}}=\varphi } (voir nombre d‘or)
et plus généralement :
{\displaystyle {\sqrt {1+p{\sqrt {1+p{\sqrt {1+p{\sqrt {1+\cdots }}}}}}}}={\frac {p+{\sqrt {p^{2}+4}}}{2}}=\varphi _{p}},  p-ième nombre métallique, nombre d'argent pour p = 2.
De même,, pour tous réels r, s > 0 tels que r > s2,
{\displaystyle {\sqrt {r-s{\sqrt {r-s{\sqrt {r-s{\sqrt {r-\cdots }}}}}}}}},
défini comme limite d'une suite, est la racine positive –s + √s2 + 4r/2 de l'équation x2 + sx – r = 0.
Par exemple :
{\displaystyle {\sqrt {2-{\sqrt {2-{\sqrt {2-{\sqrt {2-\cdots }}}}}}}}=1}.

#### Radicaux infinis de Ramanujan
Ramanujan a posé le problème suivant au Journal of the Indian Mathematical Society :
Trouver la valeur de {\displaystyle {\sqrt {1+2{\sqrt {1+3{\sqrt {1+\cdots }}}}}}} et de {\displaystyle {\sqrt {6+2{\sqrt {7+3{\sqrt {8+\cdots }}}}}}}
et l'a résolu ainsi :
Pour p = 2 ou p = 3, posons {\displaystyle f_{p}(n)=n(n+p)}. Alors, {\displaystyle f_{p}(n)=n{\sqrt {a_{p}n+b_{p}+f_{p}(n+1)}}}, avec {\displaystyle a_{p}} et {\displaystyle b_{p}} choisis de telle façon que
{\displaystyle (n+p)^{2}=(n+1)(n+1+p)+a_{p}n+b_{p}} (c.-à-d. {\displaystyle a_{p}=p-2} et {\displaystyle b_{p}=p^{2}-p-1}) donc
{\displaystyle n+p={\sqrt {a_{p}n+b_{p}+(n+1){\sqrt {a_{p}(n+1)+b_{p}+(n+2){\sqrt {a_{p}(n+2)+b_{p}+(n+3){\sqrt {\dots }}}}}}}}}.
(la convergence, pour tous réels p ≥ 2 et n ≥ 0, est justifiée par un théorème ultérieur dû à Tirukkannapuram Vijayaraghavan).
En particulier :
{\displaystyle n+2={\sqrt {1+(n+1){\sqrt {1+(n+2){\sqrt {1+(n+3){\sqrt {\dots }}}}}}}}}, d'où {\displaystyle {\sqrt {1+2{\sqrt {1+3{\sqrt {1+\dots }}}}}}=3} ;
{\displaystyle n+3={\sqrt {n+5+(n+1){\sqrt {n+6+(n+2){\sqrt {n+7+\dots }}}}}}}, d'où {\displaystyle {\sqrt {6+2{\sqrt {7+3{\sqrt {8+\dots }}}}}}=4}.
Le critère de convergence de Vijayaraghavan a été généralisé par Herschfeld, :
Pour tous réels si ≥ 1 tels que la série {\displaystyle \sum _{n\geq 1}\prod _{1\leq i\leq n}{\frac {1}{s_{i}}}} converge et pour tous réels positifs ai, le radical imbriqué
{\displaystyle {\sqrt[{s_{1}}]{a_{1}+{\sqrt[{s_{2}}]{a_{2}+{\sqrt[{s_{3}}]{a_{3}+\cdots }}}}}}} converge si et seulement si la suite {\displaystyle \left({\sqrt[{s_{1}\dots s_{n}}]{a_{n}}}\right)} est majorée.
Herschfeld donne comme exemple introductif si = 2, ai = i et calcule : {\displaystyle {\sqrt {1+{\sqrt {2+{\sqrt {3+\dots }}}}}}\approx 1{,}757933} , voir la suite A072449 de l'OEIS.
Ramanujan a résolu dans son Cahier perdu  le radical infini suivant où le schéma périodique des signes est (+, +, –, +) :
{\displaystyle {\sqrt {5+{\sqrt {5+{\sqrt {5-{\sqrt {5+{\sqrt {5+{\sqrt {5+{\sqrt {5-\cdots }}}}}}}}}}}}}}={\frac {2+{\sqrt {5}}+{\sqrt {15-6{\sqrt {5}}}}}{2}}} (voir la suite A286984 de l'OEIS).

#### Expression deViètepourπ
{\displaystyle {\frac {2}{\pi }}={\frac {\sqrt {2}}{2}}\cdot {\frac {\sqrt {2+{\sqrt {2}}}}{2}}\cdot {\frac {\sqrt {2+{\sqrt {2+{\sqrt {2}}}}}}{2}}\cdots }.

### Racine cubique
Pour tous réels r, s > 0, par la même méthode que ci-dessus pour les racines carrées, on définit le nombre
{\displaystyle {\sqrt[{3}]{r+s{\sqrt[{3}]{r+s{\sqrt[{3}]{r+s{\sqrt[{3}]{r+\cdots }}}}}}}}}
comme la limite d'une suite croissante, qui converge vers la racine réelle positive de l'équation cubique x3 − sx − r = 0.
Par exemple :
{\displaystyle {\sqrt[{3}]{1+{\sqrt[{3}]{1+{\sqrt[{3}]{1+{\sqrt[{3}]{1+\cdots }}}}}}}}=\psi }, nombre plastique.
De même, pour tous réels r, s > 0 tels que r2 > s3,
{\displaystyle {\sqrt[{3}]{r-s{\sqrt[{3}]{r-s{\sqrt[{3}]{r-s{\sqrt[{3}]{r-\cdots }}}}}}}}}
est la racine réelle de x3 + sx − r = 0.

### Racinen-ième
- {\displaystyle {\sqrt[{n-1}]{x}}={\sqrt[{n}]{x{\sqrt[{n}]{x{\sqrt[{n}]{x\dots }}}}}}} pour tout entier n ≥ 2[13]
- {\displaystyle {\sqrt[{n}]{2-{\sqrt[{n}]{2-{\sqrt[{n}]{2-{\sqrt[{n}]{2-\cdots }}}}}}}}=1} pour tout entier n ≥ 2